# کنفدراسیون تیراندازی آسیا
کنفدراسیون تیراندازی آسیا (ASC) انجمنی از فدراسیون‌های عضو فدراسیون بین‌المللی ورزش تیراندازی از آسیا است.

## مسابقاتی که توسط ASC اداره می‌شود
- مسابقات تیراندازی قهرمانی آسیا
- تیراندازی در بازی‌های آسیایی
- تیراندازی در بازی‌های آسیایی جوانان ۲۰۱۳